# Zola Jesus
Zola Jesus, właśc. Nicole Hummel (ur. 11 kwietnia 1989 w Phoenix) – amerykańska piosenkarka. Wydała trzy EP i pięć pełnowymiarowych albumów, które łączą w sobie muzykę elektroniczną, industrialną oraz klasyczną.

## Życiorys

### Dzieciństwo i pierwsze sukcesy
Wychowywała się daleko od cywilizacji, w myśliwskim środowisku i twardych realiach – w mroźnym Merrill. Zdolności muzyczne wykazywała od najmłodszych lat. W wieku siedmiu lat kupowała nagrania lekcji śpiewu i nuty. Niebawem zaczęła pracować z profesjonalnym nauczycielem. Kiedy miała 10 lat, zaczęła śpiewać opery. Niedoskonałości wokalne, wynikające z młodego wieku, spowodowały lęki przed występowaniem na scenie, a w następstwie kilkuletnią przerwę. Danilova mimo wszystko studiowała śpiew operowy przez kolejnych 10 lat.
Jako nastolatka zaczęła eksperymentować z muzyką rockową. Wówczas powstał jej pseudonim artystyczny, który wywodzi się od Jezusa Chrystusa i francuskiego pisarza Emila Zoli. Zainspirowana osobistościami, takimi jak: Ian Curtis, Lydia Lunch, Diamanda Galás, Throbbing Gristle i Swans, zaczęła komponować w domu przy użyciu klawiszy, automatycznej perkusji i „wszystkiego, co miała pod ręką”. W 2008 roku zadebiutowała singlami: „Poor Sons” (Die Stasi) oraz „Soeur Sewer” (Sacred Bones Records).

### Kariera muzyczna
W 2009 roku, w trakcie studiowania filozofii i psychologii na University of Wisconsin-Madison, nagrała we własnym mieszkaniu pierwszy album: The Spoils. Następnie ukazały się: EP-ka Tsar Bomba, kompilacja New Amsterdam (wytwórnia Scared Bones) oraz limitowana edycja winylowa nagrana z Burial Hex. Początkowo w trasach koncertowych towarzyszyli jej Dead Luke (syntezatory), basista Lindsay Mikkola i perkusista Max Elliott. Skład zespołu uległ jednak zmianie na: Shane Verwey oraz Nick Turco (syntezatory), Alex DeGroot (sprawy techniczne), Nick Johnson (perkusista zespołu Jex Thoth).
Współpracowała i koncertowała z Former Ghost, Fever Ray, The xx, a także z Rory Kanem (projekt Nika+Rory).
W 2010 wydała EP-kę Stridulum. W tym samym roku powstały również The Valusia EP (wytwórnia Sacred Bones) oraz LA Vampires Meets Zola Jesus EP (efekt współpracy z Amandą Brown). Również w 2010 wydała płytę Stridulum II, na której znajduje się dziewięć utworów: wszystkie sześć piosenek ze Stridulum EP (w różnych sekwencjach) oraz trzy utwory z Valusia EP. Sama okładka jest modyfikacją okładki Stridulum. Album otrzymał 8/10 punktów w czasopiśmie muzycznym UK- New Musical Express. W recenzji nazwano klasycznie szkolony głos Danilovy „najpotężniejszym orężem”, a sam album „ciemnym arcydziełem”.
Trzeci jej album, wydany we wrześniu 2011 r. to Conatus (Sacred Bones). Krążek składa się z 11 utworów, wyprodukowanych przez Briana Foote i samą Danilovą. Instrumenty towarzyszące nagraniom to m.in.: wiolonczela, kontrabas, skrzypce i altówka. Płyta została wyróżniona w dwumiesięczniku Fader. Do osiągnięć artystki należy zaliczyć także gościnne nagranie piosenek: Intro z zespołem M83 (albumu Hurry Up) oraz New France z Orbitral (albumu Wonky).
19 sierpnia 2013 została wydana płyta Versions (Sacred Bones), zbiór neoklasycznych nagrań wcześniejszych kompozycji Danilovej wykonanych we współpracy z producentem JG Thirlwell.
W lipcu 2014 została wydana jej piąta płyta długogrająca Taiga.

## Style i wpływy muzyczne
Według New Musical Express Zola Jesus „zawodzi jak Kate Bush”, czasami przypomina Joy Division. Zdaniem magazynu Q „jej wokal prześladuje i wiruje, a elektroniczne klimaty znajdują się w połowie drogi między Florence Welch, Siouxsie i The Banshees.” [10] Porównywana jest również z Lisą Gerrard (Dead Can Dance) i Elizabeth Frazer (Cocteau Twins). [18] Jej styl został opisany jako różnorodny i „przewodzony złowrogimi tekstami”.
Danilova zainteresowała się współczesną muzyką rozrywkową za pośrednictwem ojca, który słuchał takich zespołów jak: Oingo Boingo, Dead Kennedys, Squeeze and Talking Heads. Zapytana o swoich ulubionych artystów i kompozytorów, wspominała o Diamandzie Galas i Tinie Turner. Na jej twórczość miały także wpływ studia filozoficzne oraz koncepcje niektórych z filozofów, np. Arthura Schopenhauera.

## Członkowie zespołu
- Nika Roza Danilova – wokal, okazjonalnie syntezator
- Alex DeGroot – elektronika, programowanie
- Nick Turco – syntezator
- Kim Free – wiolonczela

## Dyskografia

### Albumy
- The Spoils (2009, Sacred Bones Records)
- Stridulum II (2010, Souterrain Transmissions)[10]
- Conatus (2011, Sacred Bones Records)
- Versions (2013, Sacred Bones)
- Taiga (2015, Mute Records)
- Okovi (2017, Sacred Bones)

### EP
- Tsar Bomba (2009, Troubleman Unlimited Records)
- Stridulum (2010, Sacred Bones Records)
- Valusia (2010, Sacred Bones Records)

### We współpracy
- „Hold On”, „Mother”, „In Earth’s Palm”, „The Bull and the Ram” i „This Is My Last GoodBye” do Former Ghosts – Fleurs (2009, Upset The Rhythm)
- Burial Hex/Zola Jesus – Untitled LP (2009, Aurora Borealis Records)
- New Amsterdam (2009, Sacred Bones Records)
- „Year of the Ox” z Fucked Up (2010, Merge Records)
- „Chin Up” i „Only In Time” do Former Ghosts' New Love (2010, Upset the Rhythm)
- LA Vampires/Zola Jesus – LA Vampires Meets Zola Jesus EP (2010, Not Not Fun Records)
- „Intro” do albumu zespołu M83 – Hurry Up, We’re Dreaming (2011, Naïve Records)
- „New France” do albumu zespołu Orbital – Wonky (2012, ACP)

### Single
| Data | Tytuł            | Wytwórnia                | Format    |
| ---- | ---------------- | ------------------------ | --------- |
| 2008 | „Poor Sons”      | Die Stasi                | 7" single |
| 2008 | „Soeur Sewer”    | Sacred Bones             | 7" single |
| 2010 | „Poor Animal”    | Souterrain Transmissions | 7" single |
| 2012 | „In Your Nature” | Sacred Bones             | 7" single |